# ساندیلا
ساندیلا (به انگلیسی: Sandila) یک منطقهٔ مسکونی در هند است که در بخش هاردوی واقع شده‌است. ساندیلا ۲۴٫۶۲ کیلومتر مربع مساحت و ۵۸٬۳۴۶ نفر جمعیت دارد و ۱۴۲ متر بالاتر از سطح دریا واقع شده‌است.